# Saltasaurus
Numele său înseamna șopârlă din Salta. El are lungimea de 12 m,iar pe spate are o armură masivă. Se folosea de armură și de coada sa pentru a se apară de dușmani. 

Perioada sa de existență a fost în perioada Cretacicului. El era erbivor. Ca și ceilalți dinozauri erbivori era dușmanit de dinozauri carnivori. Ei ca și multi alți dinozauri se înmulțea prin ouă.